# Transportes na Póvoa de Varzim
A cidade da Póvoa de Varzim é servida por uma rede de transportes aproveitada por viajantes que usam vias marítimas, terrestres ou aéreas. A infraestrutura terrestre de acesso é composta por autoestradas, estradas nacionais e rede de metro ligeiro/tram-train. Estas infraestruturas e os terminais aeroporto, central de camionagem, marina e porto marítimo são utilizados diariamente por milhares de pessoas para aceder à cidade.

## Ferrovias

### Comboio
A Póvoa de Varzim era servido no século XIX por uma rede ferroviária desenvolvida, que a ligava ao outros pólos da região. Devido a políticas nacionais que apoiavam o uso do transporte individual, nomeadamente a construção de autoestradas, esta rede desapareceu. Tendo a questão voltado a ganhar relevo a nível local e regional.
Em 1874 é criada a "Companhia dos Caminhos de Ferro de Porto à Póvoa de Varzim e Famalicão", um operador ferroviário privado português. após um decreto de 19 de junho de 1873 concedendo a J. C. Temple Elliot e ao Barão Kesseler o caminho de ferro de via reduzida entre o Porto e a Póvoa de Varzim - a Linha da Póvoa. A abertura oficial da linha da Póvoa, maioritariamente em linha estreita, ocorre a 1 de Outubro de 1875.
A 7 de Agosto  de 1878 é aberta à exploração pública o caminho de ferro entre Póvoa de Varzim e as Fontainhas, percorrendo todo o interior do município poveiro, e posteriormente ligando a Famalicão, no que passará a ser conhecido como ramal de Famalicão. Esta parte da linha foi encerrada em 1995, devido a falta de investimentos de modernização e a um acidente grave.
A linha da Póvoa de Varzim ao Porto é encerrada em 2002 para ser substituída pela linha B do Metro do Porto.
O Plano Regional de ordenamento (PROT) do Norte aponta para o uso dos novos veículos tram-train para um novo serviço afastado do metro ligeiro (tram), e que se torne essencialmente train (comboio) da Senhora da Hora até à Póvoa de Varzim, com vista ao prolongamento da Linha da Póvoa (Linha Vermelha) para Esposende e Viana do Castelo, tal como estava previsto nos planos da CP e a Comissão de Utentes da Linha da Póvoa, a CULP, o que requer, para ser eficaz, ser um serviço de comboios. No projecto da Metro admitia-se apenas a extensão da Linha Vemelha para norte, até Barreiros (onde seria criada um interface rodo-ferroviário), aproveitando o troço desactivado do ramal Póvoa-Famalicão

### Metro / Tram-Train

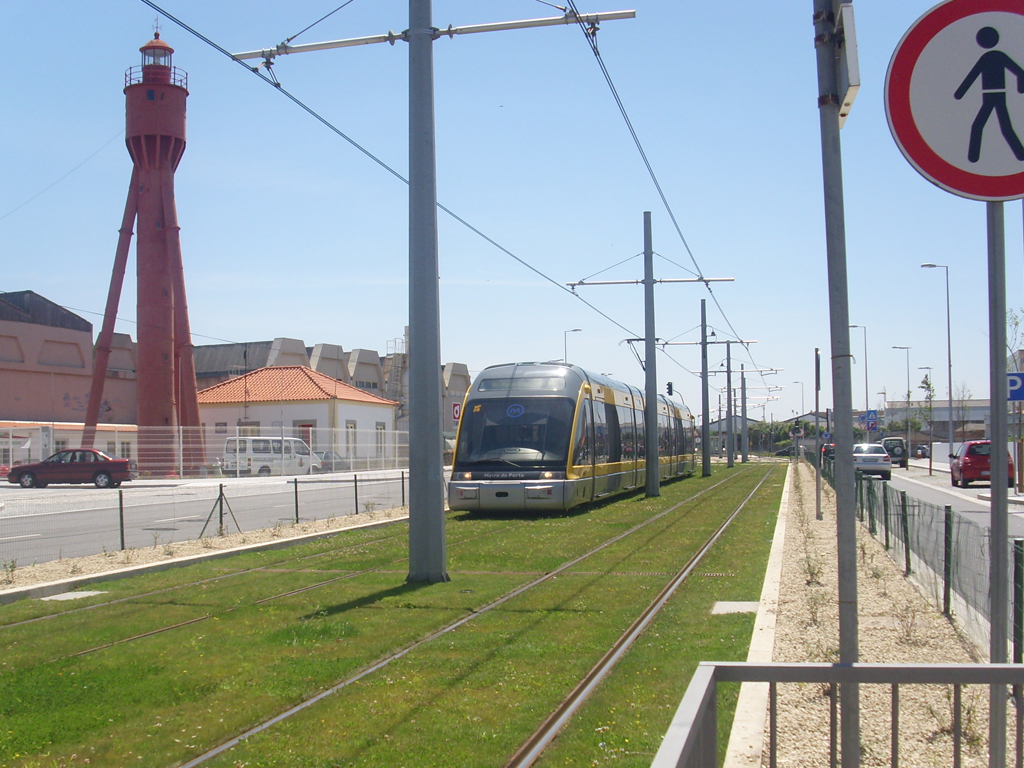
O Metro do Porto junto ao Farol do Regufe na Póvoa de Varzim.

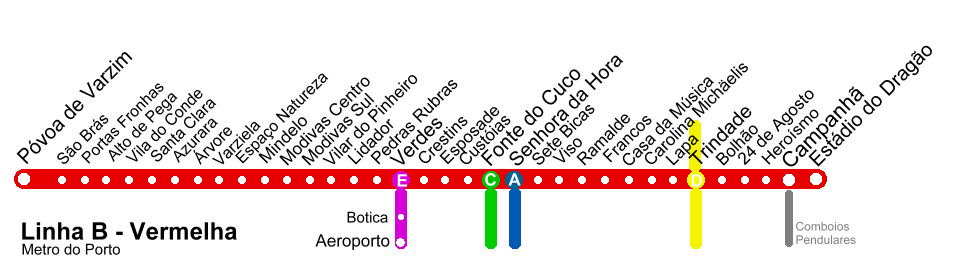
A Linha B do Metro do Porto liga a Póvoa de Varzim ao Estádio do Dragão.

A Linha B do Metro do Porto liga a Póvoa de Varzim ao Porto em dois tipos de serviços, o normal e o expresso. Devido ao metro usar apenas o canal da extinta Linha da Póvoa, construída no século XIX, e devido ao crescimento da cidade para norte desde o início do século XX, a maior parte da população vive afastada da estação de metro mais próxima. Assim, encontra-se em projeto uma pequena extensão da linha B para o interior da cidade que irá adicionar três novas estações: Praça do Almada (Póvoa de Varzim), Mourões e Barreiros (Avenida 25 de Abril).

### Carros Americanos

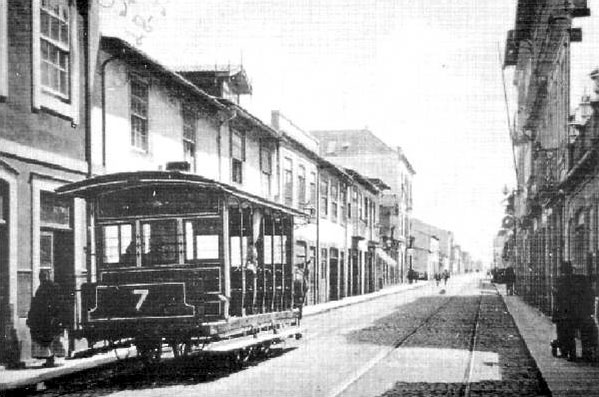
"Americano" na Póvoa de Varzim por volta de 1880.

Na Póvoa de Varzim, os carros americanos apareceram em 1874 e ligavam inicialmente o centro da Póvoa de Varzim até ao centro de Vila do Conde, posteriormente expandido para a zona balnear, primeiro pela Rua da Junqueira até ao Passeio Alegre, e posteriormente pela Avenida Mouzinho de Albuquerque até à Avenida dos Banhos. Permaneceram nas ruas da cidade até ao início do século XX, quando passaram a funcionar a diesel, o que durou até 1944.

## Autocarros e camionetas

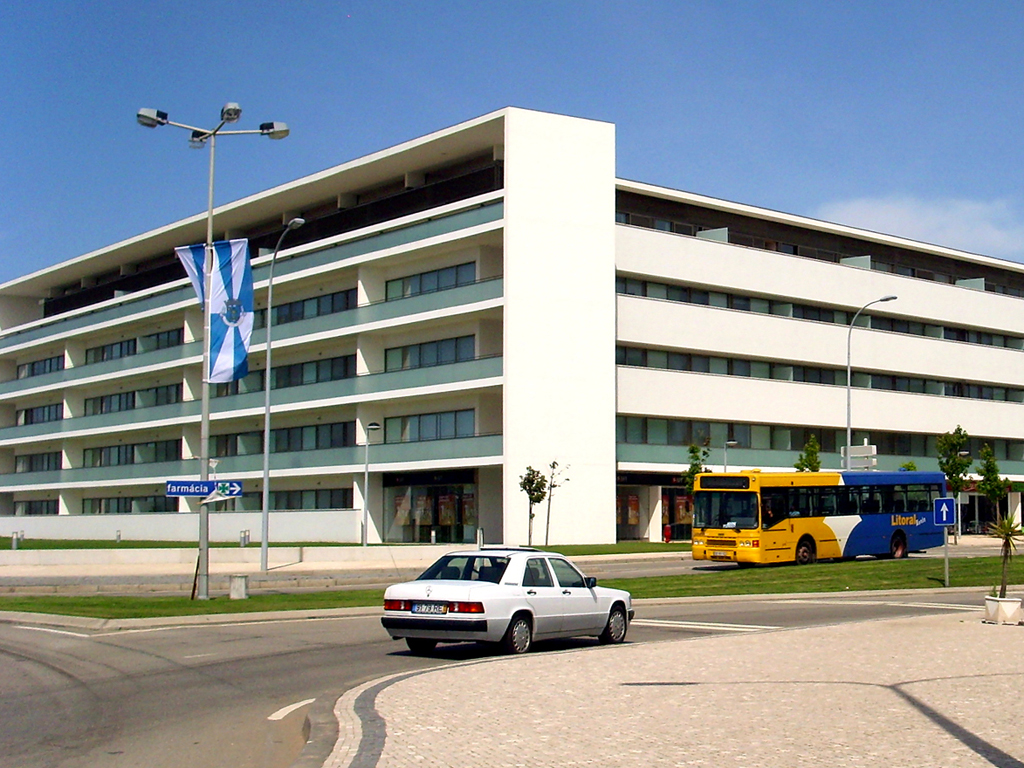
Um autocarro saindo da Avenida 25 de Abril fazendo o circuito Amorim - Caxinas.

A Central de Camionagem da Póvoa de Varzim é um término de camionetas e autocarros (ônibus) também utilizado como porta de entrada para viajantes provenientes de cidades nacionais (em especial do Minho), mas também de outras cidades europeias.
A maioria das linhas de transporte urbano é feito pela Litoral Norte - Transportes Urbanos da Póvoa de Varzim,  que possui 5 linhas. As restantes linhas são exploradas pela Transdev (antigas linhas da Linhares) e pela ARRIVA Transportes.
Litoral Norte Transportes Urbanos - Póvoa de Varzim
| A | B | C | D | E |
| Zona Industrial de Amorim Rua D. Manuel Dias Rua das Cardosas Rua Comendador Francisco Quintas Modelo C.C.T. Rua Família Bonitos Amorim Escola Eça de Queirós Hospital Centro de Saúde / Escola Dr. Flávio Gonçalves Escola Rocha Peixoto Av. Santos Graça Praça 5 de Outubro Av. dos Banhos Casino / Av. dos Descobrimentos Rua da Caverneira Av. Infante D. Henrique Rua António Bento Martins Júnior Rua Dr. Carlos Pinto Ferreira Av. Comandante Coutinho Lanhoso Escola José Régio | S.ra de Belém Via 25 de Abril Modelo Rua Alberto Oliveira Rua Virgínia Campos Rua Alberto Pinheiro Torres C.C.T. Praça Luís de Camões Coração de Jesus Mercado Municipal Praça do Almada Rua Almirante Reis Maconde Agros / McDonald's Plus Auto Bem-Guiados Mercado - Vila do Conde E.N.13 Igreja da Azurara |   |   | Terroso Rua Travassos Sto. António Parque da Cidade Rua Sencadas A Ver-o-Mar Clipóvoa Praça Luís de Camões Coração de Jesus Mercado Municipal Hospital Rua Família Bonitos de Amorim C.C.T. |

Existem vários serviços expresso e ligações a outras cidades em camionetas, por exemplo no Verão há um serviço rápido entre Guimarães e a Póvoa de Varzim, operado pela ARRIVA, e mais recentemente um serviço Expresso Final-de-Semana, também por autoestrada, Braga/Póvoa de Varzim operado pela TRANSDEV / Rodoviária d’Entre-Douro-e-Minho. Planeia-se com a construção de um intermodal de transportes que serviria de ligação ferroviária autocarros, camionetas e bicicletas na Avenida 25 de Abril.

## Estradas e autoestradas

### Autoestradas

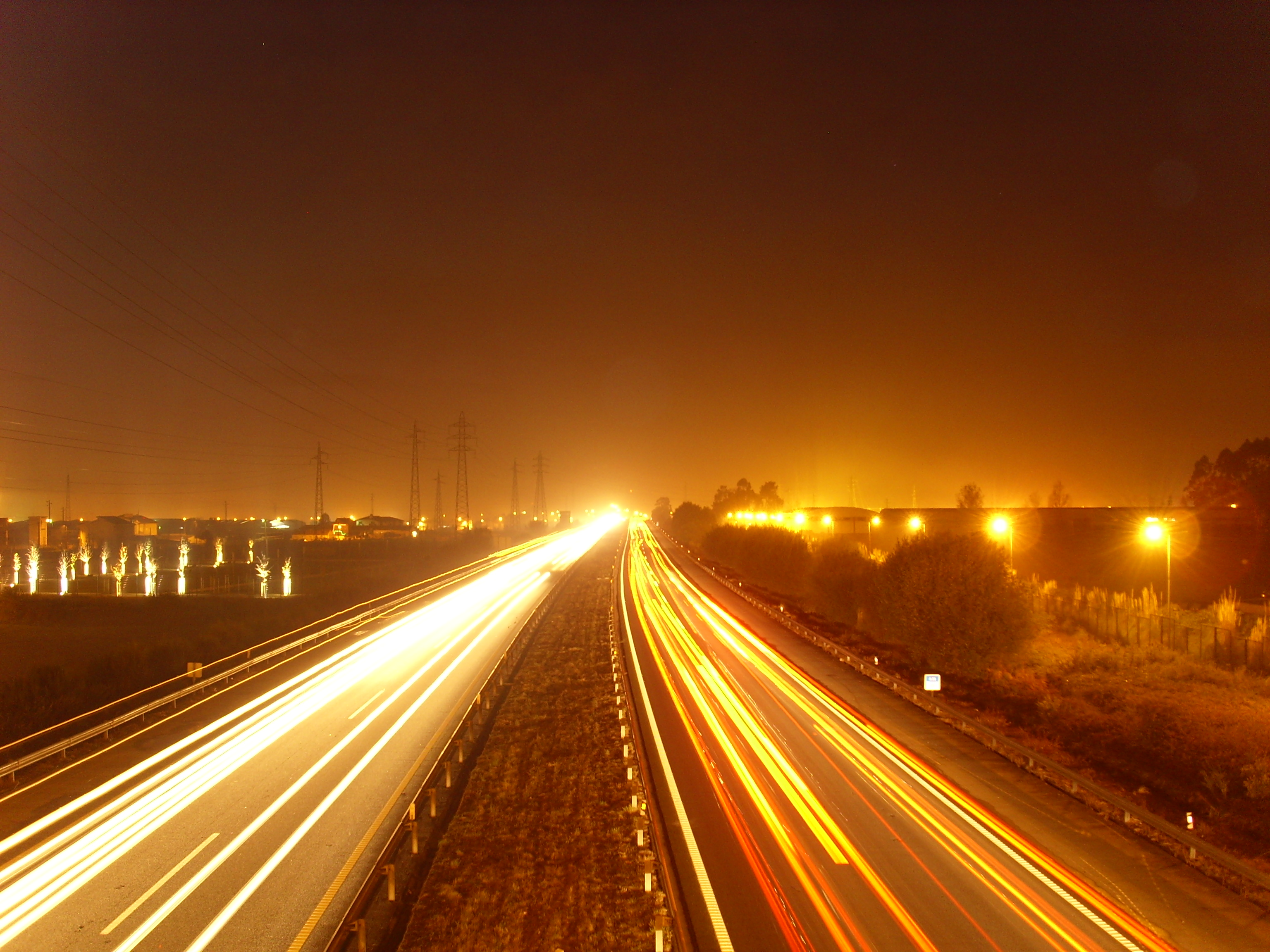
A Autoestrada A28 circunda a cidade pelo interior.

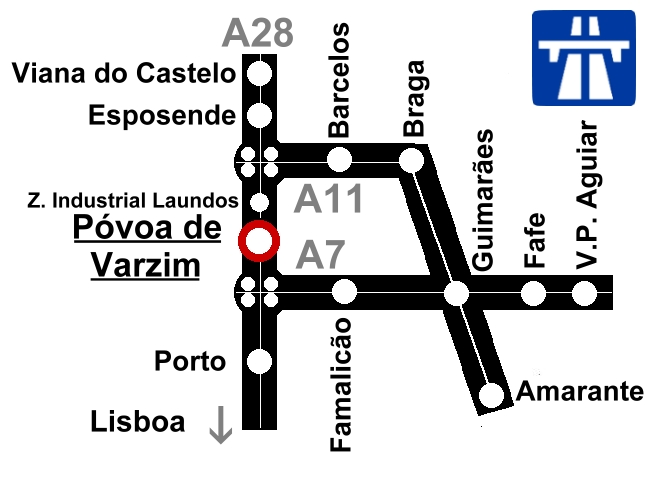
Rede de autoestradas.

A cidade da Póvoa de Varzim é servida pelas autoestradas:
- A28 (Autoestrada Valença - Porto) que, criada como via rápida para servir de alternativa à EN13, em direcção ao norte liga a cidade a Esposende, Viana do Castelo e ao nó da A11. Pelo Sul, a autoestrada liga ao Aeroporto, Porto de Leixões e  termina no Porto, seguindo pela VCI. Existem 3 nós da A28 no município da Póvoa de Varzim: o Nó de Vila do Conde/Argivai no sul da cidade, o Nó da Póvoa de Varzim no norte da cidade e respectivas praias e o Nó do Parque Industrial de Laúndos/Estela a principal zona industrial do município.
- A7 (Autoestrada Póvoa de Varzim - Vila Pouca de Aguiar) criada com o propósito de uma ligação de Guimarães, Famalicão e outras cidades do interior de Portugal, e, que aos milhares se dirigem tradicionalmente ao litoral da Póvoa de Varzim onde têm segunda residência.
- A11 (Autoestrada Apúlia - Braga), pela A28-Norte liga a Barcelos e Braga.

### Estradas nacionais
Apesar de terem perdido utilidade como vias para médias e longas distâncias, as Estradas Nacionais adquiriram interesse periurbano: 
- EN13 (Porto-Valença), que corta a cidade a meio no sentido Norte-Sul, é usada pelos automobilistas provenientes das freguesias a norte: Estela, Navais, Aguçadoura e Aver-o-Mar, Apúlia, Fão, Esposende) e a sul de Vila do Conde, para aceder ao centro da cidade. É também usada para aceder ao Aeroporto.
- EN205 (Póvoa de Varzim-Barcelos), cortada pela Avenida 25 de Abril, é usada por viajantes provenientes de Amorim, Terroso, Laundos, Barqueiros e outras freguesias limítrofes de Barcelos.
- EN206 (Caxinas, Vila do Conde-Vila Nova de Famalicão) são utilizadas pelos viajantes provenientes do interior do concelho: Beiriz, Rates e Balasar.

### Vias urbanas
A malha viária tradicional da cidade, composta por vias de ligação paralelas em direção ao mar, pode ser vista pela importância que as seguintes vias possuem: Avenida do Mar (entrada da cidade pela A28), Avenida Vasco da Gama, Avenida Mouzinho de Albuquerque e Avenida Santos Graça. A Avenida dos Descobrimentos (entrada litoral sul) e a Avenida dos Banhos, por outro lado, são paralelas à costa marítima.
A Avenida 25 de Abril tem o propósito de ser uma via de cintura pelo interior da cidade, que visa substituir a EN13 e servir de ligação da Avenida do Mar (acesso da A28) à EN206, e consequentemente à Escola Superior de Estudos Industriais e de Gestão (ESEIG), ao Centro Empresarial Agros e ao futuro Hospital do Centro Hospitalar Póvoa de Varzim/Vila do Conde (CHPVVC).

## Ciclovias

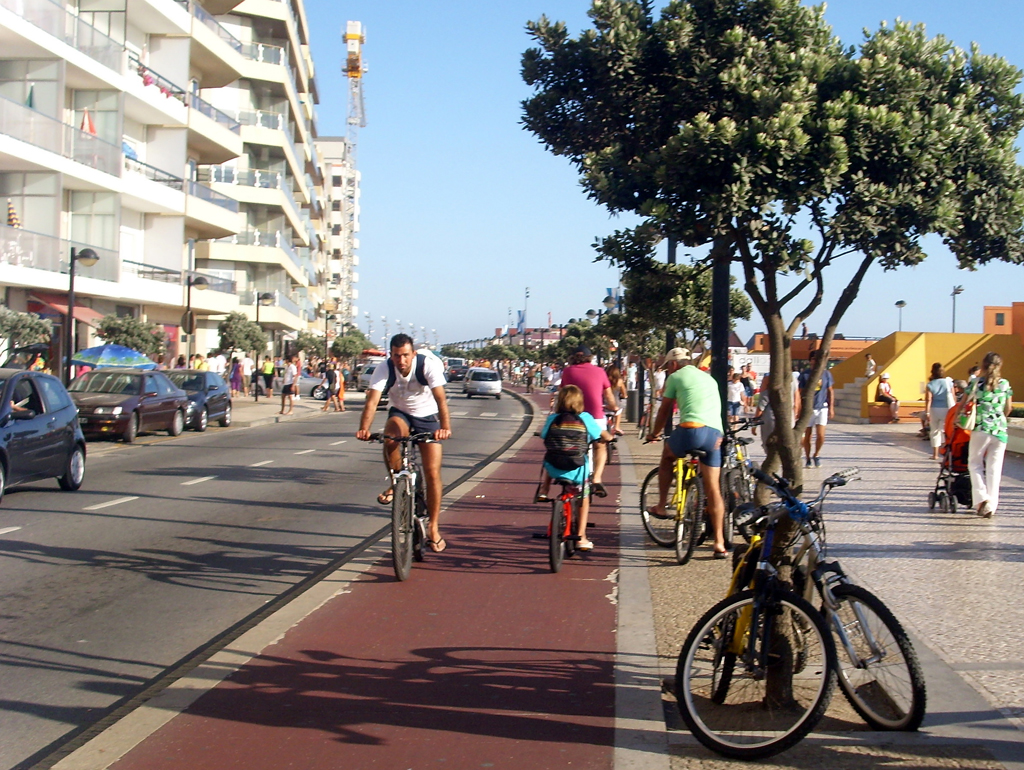
A bicicleta é um meio de transporte bastante popular.

Apesar do interesse e propensão da cidade relativamente ao uso da bicicleta com fins lúdicos e de transporte, que tem tido adesão crescente da população, por se situar numa planície, a Póvoa de Varzim usufrui, somente, de uma ciclovia pela orla costeira com 1,8 quilómetros, ampliada mais tarde em 3,5 km pela orla costeira de Vila do Conde. Com a ampliação da cidade para Norte em Aver-o-mar, esta ciclovia poderá duplicar de tamanho.
Em fase embrionária encontra-se a Ciclovia de Ligação da Praia da Lagoa ao Parque da Cidade da Póvoa de Varzim. A Câmara prevê também a criação da Ciclovia da Avenida 25 de Abril. o projecto Futuro Sustentável do Grande Porto prevê a construção de várias outras, no entanto a sua execução no terreno, não está a ser equacionada.
A Ecopista Famalicão – Póvoa de Varzim, com 18 quilómetros de extensão, com vários adiamentos, já passou a promessa eleitoral. Sendo uma ciclovia que percorrerá um antigo canal ferroviário (da Linha do Porto à Póvoa e Famalicão), a Ecopista com intuitos lúdicos, dado que passará por áreas naturais, rurais e históricas, mas também terá utilidade em termos de mobilidade para os viajantes provenientes de zonas rurais em direcção à cidade, visto que o término da ciclovia na Póvoa de Varzim, seria junto ao prometido término do Metro do Porto e Intermodal de Transportes da Póvoa de Varzim. No entanto, este projecto não tem em consideração as novas direcções do Plano de Ordenamento do Território que prevê recuperar parte do ramal para ser novamente usado para transporte ferroviário.

## Aeroportos
O Aeroporto Internacional Sá Carneiro (IATA: OPO; ICAO: LPPR) situa-se a cerca de 15 quilómetros a sul do centro da cidade. O aeroporto pode ser acedido quer pela EN13 quer pela A28, de forma bastante rápida, ou ainda usando o metro ou táxis.
O Aeródromo da Póvoa de Varzim, oficializado como S. Miguel de Laundos, é uma pista de 270 metros de comprimento para ultraleves e outros aviões de pequeno porte. Tem apenas propósitos recreativos ou turísticos, dado que a função de transporte aéreo, é efectuado com melhor eficiência e proximidade pelo Aeroporto Sá Carneiro.